# Leserpark

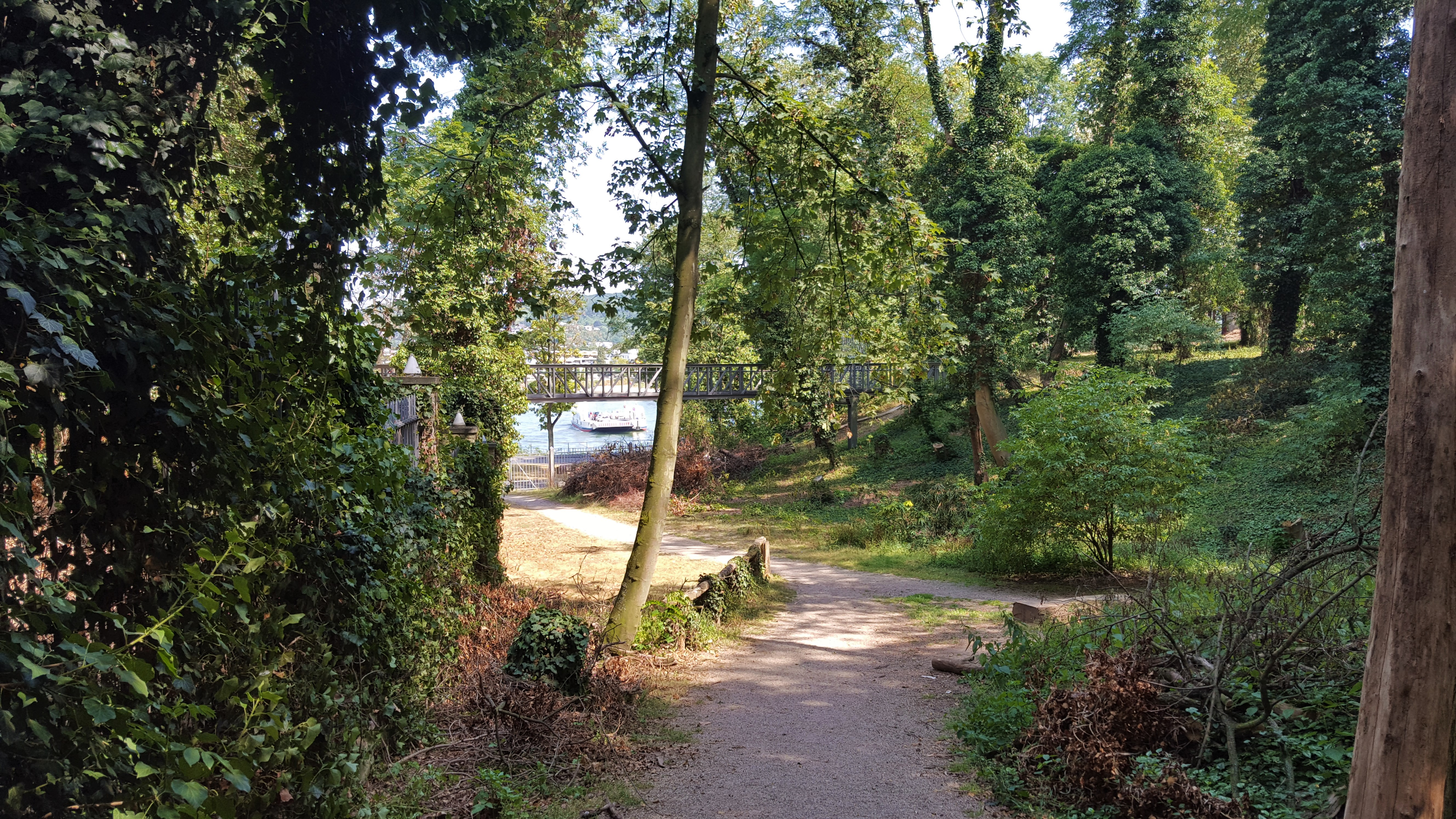
Der durch Wegerechteintrag garantierte Durchgang durch den Park in Richtung Rhein

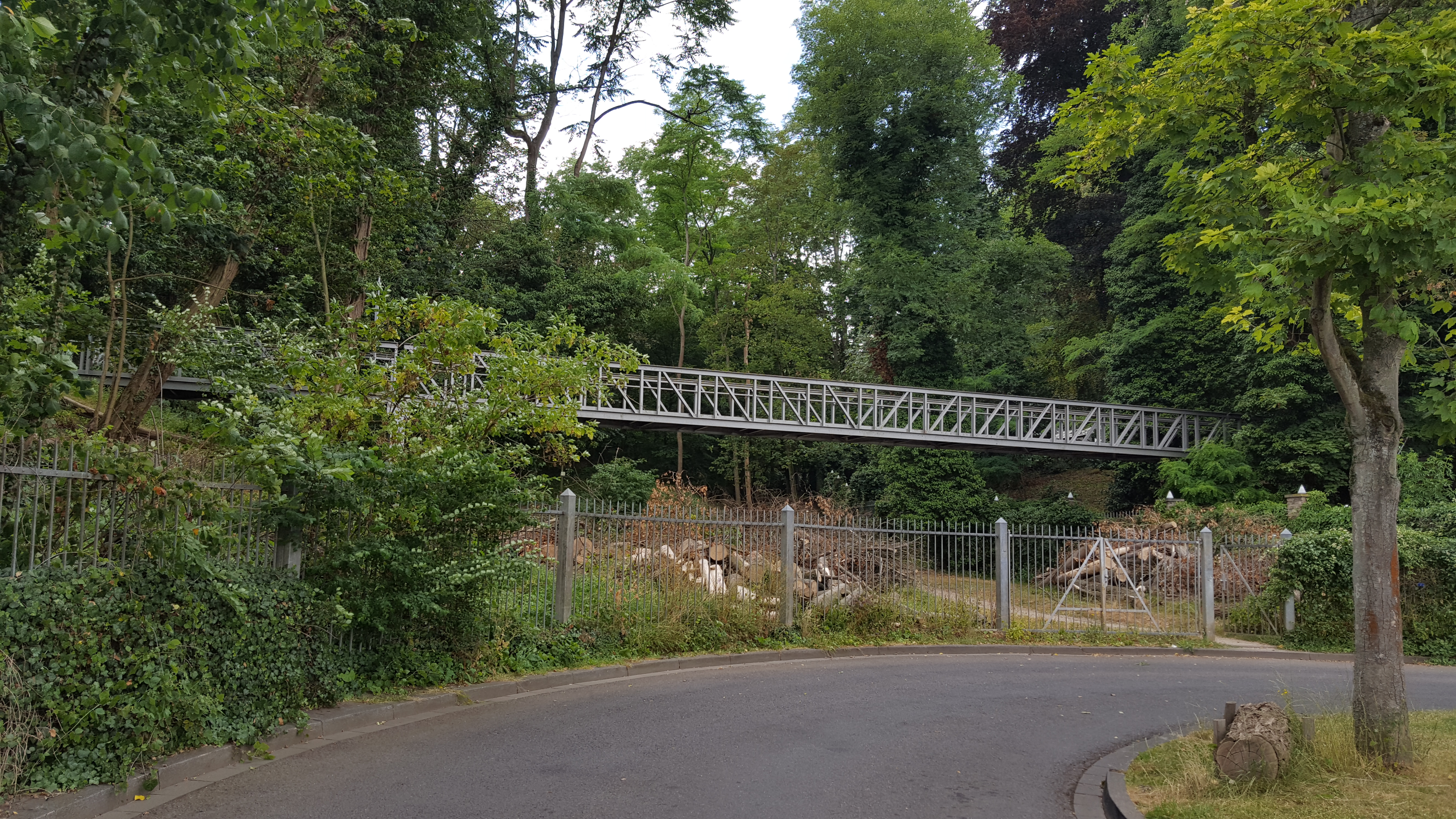
Die umstrittene Fußgängerbrücke

Der kleine Leserpark im Bonner Ortsteil Plittersdorf in Bad Godesberg erstreckt sich auf einer Fläche von rund 40.000 Quadratmetern entlang des Rheines zwischen dem Von-Sandt-Ufer und der Neubebauung Am Büchel. Im Norden des Waldparks liegt die historische Villa Cahn, deren Eigentümer zur Wende zum 20. Jahrhundert, die Familie Leser, Namensgeber des Parkes war. Ursprünglich war der Park nach Westen erheblich ausgedehnter, er wurde in den 1980er Jahren durch die Bebauung mit Apartmenthäusern an der heutigen Straße Am Büchel stark verkleinert. Bereits zu Beginn des 20. Jahrhunderts hatte die Godesberger Gemeindeverwaltung versucht, den Park für eine Bebauung zum Rhein hin zu erschließen. Damals konnte der juristisch versierte Oberlandesgerichtsrat Wilhelm Leser die Bebauungspläne jedoch verhindern.
Mitte der 1990er Jahre erwarb der Unternehmer Frank Asbeck die Villa Cahn sowie den Leserpark von der Stadt Bonn. Der Park ist zwar nicht der öffentlichen Nutzung zuzuführen, der Eigentümer hat aber zwei Wegerechte für Spaziergänger einzuräumen. Im Frühjahr 2006 ließ Asbeck im Park 1400 Rhododendron-Büsche und 9000 Tulpen und Narzissen pflanzen; außerdem wurden zwei Spielplätze für Kinder angelegt. Zu einer Auseinandersetzung mit der Stadtverwaltung kam es über die Einzäunung des Parks. Ebenfalls führte der ungenehmigte Bau einer 39 Meter langen Fußgängerbrücke, die in einer Höhe von rund vier Metern von der Villa Cahn in südlicher Richtung über eine Senke des Parkes führt, im Jahr 2006 zu einem Streit Asbecks mit dem zuständigen Bauordnungsamt. Die Brücke stellte nach Ansicht des Amtes einen nicht notwendigen „erheblichen Eingriff in das Landschaftsbild“ dar.